# Cnemaspis littoralis
Cnemaspis littoralis är en ödleart som beskrevs av  Jerdon 1854. Cnemaspis littoralis ingår i släktet Cnemaspis och familjen geckoödlor. Inga underarter finns listade i Catalogue of Life.